# Guerre de Cologne
Guerres de religion en Europe
La guerre de Cologne est un conflit qui se déroule dans l'électorat de Cologne de 1583 à 1588 dans le contexte des tensions religieuses qui affectent alors le Saint-Empire romain germanique, en marge de l'insurrection des Pays-Bas contre Philippe II et des guerres de religion en France.
La paix d'Augsbourg de 1555 qui met fin aux conflits religieux en Allemagne entre les États catholiques et luthériens repose sur l'application du principe selon lequel le prince peut imposer à ses sujets sa propre religion, avec une clause particulière pour les principautés ecclésiastiques, selon laquelle un prince-évêque ou un prince-abbé optant pour la Réforme, doit céder toutes ses fonctions (religieuses et non-religieuses) à un catholique.
Le conflit se noue en décembre 1582, lorsque Gerhard Truchsess de Waldbourg, prince-électeur et archevêque de Cologne, se convertit au protestantisme. Mais au lieu de renoncer à ses fonctions, il déclare la parité religieuse pour ses sujets, se marie en 1583 et cherche à transformer la principauté ecclésiastique en une principauté civile héréditaire (à l'exemple du duché de Prusse en 1525). Il est excommunié par le pape et le chapitre de chanoines nomme archevêque, Ernest de Bavière, de la maison de Wittelsbach.
Au départ, les combats entre eux sont limités à l'électorat, mais plusieurs barons et comtes inféodés à l'électeur détiennent également des fiefs dans les provinces voisines (Provinces-Unies, Westphalie, Liège et Pays-Bas espagnols). Ces liens féodaux complexes entraînent la participation de soldats palatins, néerlandais, écossais et anglais du côté protestant et de soldats bavarois et pontificaux du côté catholique.
Le conflit s'élargit en 1586 avec l'implication de soldats italiens et espagnols du côté catholique et le soutien financier et diplomatique d'Henri III de France et d'Élisabeth Ire d'Angleterre du côté protestant.
La guerre de Cologne, qui se termine par la victoire du camp catholique, a pour conséquence le renforcement de la maison de Witelsbach dans le nord-ouest de l'Allemagne et un renouveau catholique en Rhénanie.
Elle constitue également un précédent en ce qui concerne les interventions extérieures dans les conflits religieux et dynastiques allemands, qui seront courantes pendant la guerre de Trente Ans (1618-1648).

## Contexte

### La Réforme et la division religieuse du Saint-Empire
Jusqu'au XVIe siècle, le catholicisme est la seule religion du Saint-Empire romain germanique.
À partir de 1517, Martin Luther cherche à réformer les doctrines et les pratiques de l'Église catholique, mais il est excommunié en 1520 et mis au ban de l'Empire par Charles Quint, empereur élu en 1519. Il en résulte la création d'un mouvement religieux séparatiste, le luthéranisme, soutenu par quelques princes allemands, notamment le grand maître de l'ordre Teutonique qui se convertit au luthéranisme et sécularise l'ordre en Prusse, devenant le premier duc de Prusse.
En 1531, les princes luthériens forment la ligue de Smalkalde qui va se heurter à l'empereur et aux princes de la ligue catholique. La question religieuse accentue et en même temps occulte des problèmes séculiers, dynastiques ou autres.
Toutefois, nombre de catholiques de l'Empire, notamment l'empereur, sont partisans de réformes de l'Église. En 1537, le pape Paul III réunit un concile et promulgue plusieurs réformes institutionnelles visant à éliminer certains abus comme la simonie et le népotisme. Mais cela ne suffit pas à rallier les luthériens, des divergences subsistant sur les concepts d'« Église » et de « justification ».
La ligue de Smalkalde réunit son propre concile en 1537 et présente plusieurs principes de foi. Lorsque les délégués se rassemblent à Ratisbonne en 1540-1541, les représentants s'accordent sur la doctrine de la foi et de la justification mais pas sur les sacrements, la confession, l'absolution et la définition de l'Église. L'opposition entre catholiques et protestants devient de plus en plus forte.
À partir de 1548, les disputes politiques s'ajoutent aux questions religieuses éloignant un peu plus la possibilité d'un accord et l'Empire entre dans la guerre civile.
Après sa victoire de Muehlberg (24 avril 1548), Charles Quint promulgue un texte qu'il veut conciliateur, l'intérim d'Augsbourg (15 mai 1548), afin d'apaiser les tensions religieuses. Mais ce compromis suscite l'hostilité des princes protestants et catholiques, ainsi que du pape, et même Charles Quint est peu satisfait de ses dimensions politiques et diplomatiques.
La session de 1551-1552 du concile de Trente, convoquée par le nouveau pape Jules III, ne résout aucune des grandes questions religieuses, mais réaffirme l'enseignement catholique et condamne les idées protestantes comme hérétiques.
Mais à ce moment, les princes luthériens de la ligue de Smalkalde concluent avec le roi de France Henri II le traité de Chambord (15 janvier 1552) et attaquent victorieusement les armées impériales, de sorte que Charles Quint conclut avec eux la paix de Passau (2 août 1552), qui autorise le culte luthérien dans l'Empire. Après cela, des négociations plus globales menées dans le cadre de la diète d'Empire aboutissent à la paix d'Augsbourg en 1555.

### La paix d'Augsbourg (25 septembre 1555)
L'empereur ne participe pas personnellement aux négociations, ayant délégué cette responsabilité à son frère Ferdinand, catholique mais aussi réaliste.
Au cours de la diète, Ferdinand persuade les représentants des États de s'accorder sur trois points :
1) le principe fondamental est : cujus regio, ejus religio (littéralement « tel prince, telle religion »), c'est-à-dire que la religion du prince est la religion de tous ses sujets ; ceux qui refusent de se convertir à la religion du prince sont autorisés à émigrer ce qui est une idée novatrice pour l'époque ;
2) le statut particulier des principautés ecclésiastiques, dit reservatum ecclesiasticum (« réservation ecclésiastique ») : si un prince ecclésiastique, a priori catholique (prince-évêque, etc.), change de religion, les habitants du territoire ne sont pas obligés de se convertir ; en revanche, le prélat doit quitter ses fonctions même si cela n'est pas clairement établi dans l'accord[pas clair] ;
3) dans certains cas, l'uniformité religieuse n'est pas obligatoire (Declaratio Ferdinandei, « la déclaration de Ferdinand »), notamment dans les villes où la religion réformée est pratiquée depuis le milieu des années 1520 ; cette déclaration protège également l'autorité des familles princières, des chevaliers et de certaines villes, qui peuvent déterminer ce que signifie l'uniformité religieuse dans leurs territoires.
La paix d'Augsbourg entérine la division religieuse de l'Empire, même si elle maintient l'unité religieuse au niveau de chaque État de l'Empire.

### Problèmes non résolus
À partir de 1555, la paix d'Augsbourg est le document juridique légitime concernant la coexistence des confessions luthérienne et catholique dans le Saint-Empire. Elle a effectivement servi à désamorcer de nombreuses tensions, mais elle présente plusieurs défauts qui vont avoir des effets.
Premièrement, Ferdinand a présenté rapidement la réservation ecclésiastique qui n'a pas fait l'objet des mêmes discussions et études qui ont permis de rassembler un large soutien au principe du cujus regio, ejus religio. Sa formulation ne couvre pas tous les cas de figures possibles et est rejetée par les protestants.
La déclaration de Ferdinand n'a pas non plus été débattue en session plénière ; Ferdinand a utilisé son pouvoir pour l'ajouter à la dernière minute sous la pression des familles princières.
Le plus gros défaut est qu'elle n'a pas pris en compte la diversité croissante des mouvements religieux émergeant dans le mouvement réformé, alors qu'en 1555, le luthéranisme n'est déjà plus la seule doctrine. Les anabaptistes de Menno Simons, les partisans de Jean Calvin et ceux d'Ulrich Zwingli ont été exclus des débats et des protections de la paix d'Augsbourg. Leurs croyances religieuses restent hérétiques.

### Les abdications de Charles Quint
Après la paix d'Augsbourg, Charles Quint, découragé, décide d'abdiquer et de diviser ses possessions. En octobre 1555, il cède les Dix-Sept Provinces des Pays-Bas (duché de Brabant, comté de Flandre, comté de Hollande, etc.) et le comté de Bourgogne à son fils aîné Philippe, qui reçoit la couronne d'Espagne en janvier 1556 (avec Naples, Milan et les colonies espagnoles en Amérique) revinrent à son fils, qui devient alors Philippe II d'Espagne. Il quitte la fonction impériale au profit de son frère Ferdinand, déjà en possession des terres autrichiennes, candidat évident pour succéder à Charles Quint en tant qu'empereur.
Les choix de Charles Quint étaient appropriés puisque Philippe était culturellement espagnol : il était né à Valladolid et avait été élevé à la cour d'Espagne, sa langue natale était l'espagnol et il préférait vivre en Espagne. De son côté, Ferdinand connaissait et était connu des autres princes du Saint-Empire et même s'il était né en Espagne, il administrait les affaires de son frère dans le Saint-Empire depuis 1531. Certains historiens avancent que Ferdinand avait été influencé par les idées réformées et il fut probablement ce qui se rapprocha le plus d'un empereur protestant. Il resta nominalement catholique tout au long de sa vie même s'il aurait refusé l'extrême-onction sur son lit de mort. D'autres considèrent en revanche que si Ferdinand était un catholique pratiquant, il considérait, à la différence de son frère, que la religion se trouvait en dehors de la sphère politique.
En revanche le choix de Philippe pour régner sur les Pays-Bas est moins judicieux, d'autant moins que les Dix-Sept Provinces font partie du Saint-Empire (cercle de Bourgogne) et non pas du royaume d'Espagne. La politique menée par Philippe sur le plan religieux (répression du protestantisme) et politique (réduction des autonomies provinciales, limitation du rôle de la noblesse locale) suscitent des tensions, qui se développent en une révolte en 1565-1567, puis en une guerre à partir de 1568, menée du côté insurgé par le prince Guillaume d'Orange. Cette situation de guerre civile implique le déploiement aux Pays-Bas de troupes espagnoles (tercios) ou de mercenaires recrutés par Philippe II et le flux constant de soldats et de convois de ravitaillement le long du « chemin des Espagnols », qui va du nord de l'Italie aux Pays-Bas en passant par le comté de Bourgogne.

## L'élection de Gerhard de Truchsess en 1577

Carte de l'électorat de Cologne avec les principales villes. Cologne ne fait pas partie de l'électorat, dont le territoire ne correspond pas exactement au diocèse. Les lignes grises représentent les frontières actuelles ; les limites des territoires sont approximatives.

### L'électorat de Cologne
L'électorat de Cologne (en allemand : Kurfürstentum Köln ou Kurköln) est une principauté du Saint-Empire regroupant les possessions temporelles (fiefs, droits seigneuriaux, etc.) attachées à l'archidiocèse de Cologne (en allemand : Erzbistum Köln) : l'Obershift au sud de l'électorat, le Niederstift au nord, le fief de Vest Recklinghausen et le duché de Westphalie ainsi que divers territoires séparés du cœur de l'électorat par les duchés de Clèves, de Berg, de Juliers et de La Marck. Enclavée dans le territoire de l'électorat, Cologne, tout en faisant partie de l'archidiocèse, n'appartient pas à l'électorat (c'est une ville libre impériale, avec un territoire propre, officiellement depuis 1478).
L'électorat est gouverné par l'archevêque qui est statutairement prince-électeur du Saint-Empire. En tant qu'archevêque, il est à la tête d'un des diocèses les plus riches de l'Empire. En tant que prince, il fait partie de la plus haute noblesse de l'Empire, disposant de droits judiciaires et économiques étendus. En tant qu'électeur, ce statut, qu'il partage avec seulement six autres personnes (quatre laïcs et deux autres ecclésiastiques), lui permet de participer à l'élection du successeur d'un empereur défunt.
L'archevêque détient encore des droits judiciaires à Cologne. Il assume notamment la fonction de Vogt (prévôt), disposant du pouvoir de Blutgericht (« justice de sang ») ; il est le seul à pouvoir condamner à mort ou à des peines impliquant de verser du sang. Malgré cela, il ne peut entrer dans la ville que dans des circonstances particulières et ses relations avec le conseil urbain sont souvent tendues. Depuis 1282, en effet, l'archevêque ne réside plus à Cologne, mais à Bonn, 30 km au sud, ou à Brühl, 12 km au sud (dans les années 1580, sa résidence se trouve à Bonn).
La fonction d'archevêque de Cologne est habituellement détenue par un noble qui n'est pas nécessairement un clerc ; cette pratique répandue dans l'Église à l'époque féodale, mais qui est dénoncée par les théologiens protestants et combattue par certains papes, permet aux fils cadets de maisons nobles d'obtenir des places prestigieuses et lucratives sans être prêtre (ses fonctions proprement religieuses sont alors exercées par un vicaire épiscopal).
L'archevêque et prince-électeur est choisi par le chapitre de la cathédrale dont les membres (les chanoines) jouent également un rôle de conseiller. La prêtrise n'était pas non plus obligatoire pour être chanoine, mais ils peuvent entrer dans les ordres[pas clair]. À titre de prébende, ils reçoivent une part des revenus du diocèse qui peut représenter une somme importante. Le chapitre de Cologne est constitué de 24 chanoines de divers rangs sociaux ; lors des offices religieux, ils ont chacun leur place dans le chœur de la cathédrale, en fonction du statut social de leur famille d'origine.
En septembre 1577, l'archevêque de Cologne depuis 1567, Salentin IX d'Isembourg-Grenzau, quitte ses fonctions ecclésiastiques et électorales afin de prendre la succession de son neveu à la tête du comté d'Isembourg. Sa démission implique l'élection d'un nouvel archevêque. Deux candidats s'opposent.

### Candidature d'Ernest de Bavière
Ernest de Bavière est le troisième fils du duc Albert V de Bavière, de la maison de Witelsbach. Il peut compter sur les relations de sa famille avec les princes catholiques du Saint-Empire et sur ses propres relations dans les principautés ecclésiastiques de Salzbourg, Trèves, Wurtzbourg et Münster.
Ernest est chanoine à Cologne depuis 1570, a le soutien du duc de Juliers et des alliés dans le chapitre. Cependant, malgré l'appui du pape et de son père, il n'a pas réussi en 1571 à devenir coadjuteur de l'archevêque de Cologne. Mais il a obtenu les diocèses de Liège, de Freising (Munich) et de Hildesheim, importants bastions de la Contre-Réforme. Or Ernest a été éduqué dans la Compagnie de Jésus. La papauté considère la famille de Wittelsbach comme bon agent pour la lutte contre le protestantisme dans ces régions proches des Pays-Bas, où l'insurrection contre Philippe II connaît des succès à cette époque.
En tant qu'ecclésiastique de carrière, il n'est pas nécessairement qualifié pour devenir archevêque sur la base de son érudition théologique mais grâce à ses relations familiales.[pas clair] Son appartenance à plusieurs chapitres élargissait l'influence de sa famille et son statut de prébende lui donnait accès aux revenus de plusieurs cathédrales.

### Candidature de Gerhard Truchsess de Waldbourg
Gerhard Truchsess de Waldbourg est de moins haut rang. Il est le second fils de Guillaume Truchsess de Waldbourg et de Joanna de Fürstenberg, de la lignée « jacobine » de la maison de Waldbourg. Il a un oncle cardinal et sa famille a des contacts à la cour impériale, ;
Gerhard est aussi un cadet qui a entamé une carrière ecclésiastique avec une bonne éducation humaniste. En plus de l'allemand, il parle le latin, l'italien et le français et a étudié l'histoire et la théologie aux universités de Dillingen, d'Ingolstadt, de Pérouse, et de Louvain.
Il a commencé sa carrière ecclésiastique en 1560 à Augsbourg. Sa conduite est telle qu'il doit être repris en mains par son oncle et par le duc de Bavière, avec succès apparemment. En 1561, il devient diacre de la cathédrale de Cologne, chanoine de la basilique Saint-Gereon de Cologne, chanoine à Strasbourg, à Ellwangen et à Wurtzbourg[pas clair]. En 1571, il devient également diacre de la cathédrale de Strasbourg (fonction qu'il conservera jusqu'à sa mort). En 1576, il est nommé prévôt de la cathédrale d'Augsbourg par le pape,. Comme son adversaire, ces fonctions lui donnaient une influence et une richesse importante et il se préoccupait peu de son rôle religieux.

### L'élection
La préférence du pape (Grégoire XIII) va à Ernest. Mais il n'a pas « voix au chapitre ».
Une très légère majorité des chanoines opte pour Gerhard qui est élu en décembre 1577 avec seulement deux voix d'écart.
Bien que ce ne soit pas obligatoire, Gerhard accepte d'être ordonné prêtre. Il est consacré en mars 1578 et jure de défendre les décrets du concile de Trente.

## La conversion de Gerhard

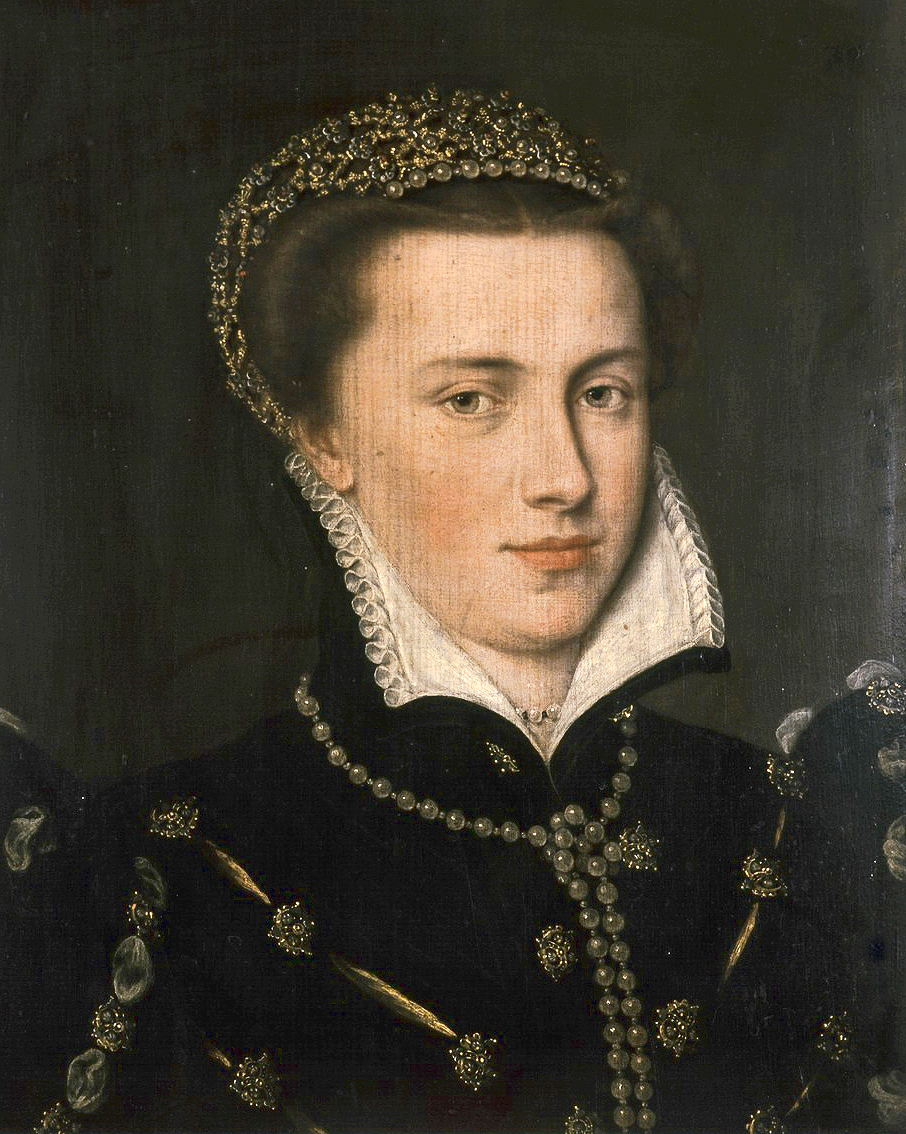
Agnès de Mansfeld-Eisleben, vers 1570

### Agnès de Mansfeld-Eisleben
Agnès de Mansfeld-Eisleben (1551-1637) est à cette époque chanoinesse protestante au monastère de Gerresheim, près de Düsseldorf.
Sa famille est une branche cadette de l'ancienne maison de Mansfeld qui, au milieu du XVIe siècle, avait perdu une grande partie de ses richesses, mais reste influente.
La branche Mansfeld-Eisleben conserve une grande autorité dans son district ; plusieurs des cousins et oncles d'Agnès ont signé le Livre de Concorde et la famille est au premier rang parmi les Réformés. Agnès a été élevée à Eisleben, ville de naissance de Martin Luther.
Les possessions de la famille se trouvent en Saxe, mais une sœur d'Agnès vit à Cologne, épouse du Freiherr (ou baron), Peter von Kriechingen. Même si elle appartenait au monastère de Gerresheim, Agnès est libre de ses mouvements et peut sortir quand elle le voulait.

### Liaison de Gerhard avec Agnès
Les comptes rendus divergent sur la manière dont elle rencontra Gerhard. Certains avancent qu'il l'aurait vu lors d'une de ses visites auprès de sa sœur à Cologne. D'autres affirment qu'il l'aurait remarquée durant une procession religieuse.
Quoi qu'il en soit, elle attire l'attention de Gerhard à la fin de 1579 ou au début de 1580 et ils entamèrent une liaison.
Deux de ses frères, Ernest et Christopher Hoyer, se rendent à la résidence de l'archevêque et le convainquent d’épouser leur sœur. Selon l'historien Johann Hennes, « La foi catholique de Gerhard, pour laquelle il n'avait absolument aucune conviction profonde, commença à vaciller lorsqu'il dut décider de renoncer à sa mitre d'évêque et rester fidèle à la femme qu'il aimait ou renoncer à son amour et rester dans la hiérarchie de l'église ». Alors qu'il réfléchissait à la question, les rumeurs d'une éventuelle conversion commencèrent à circuler dans l'électorat.

### Controverses autour du projet de conversion
La possibilité d'une conversion de Gerhard sème la consternation dans l'électorat, dans le Saint-Empire et même en France et en Angleterre.
Ses opposants au chapitre reçoivent le soutien de la maison de Wittelsbach et du pape. Les magistrats de Cologne s'opposent fermement à toute conversion et à l'extension de la parité aux protestants dans l'archidiocèse.
Ses amis protestants disent à Gerhard qu'il pourrait épouser Agnès et conserver l'électorat en le transformant en duché héréditaire.[réf. nécessaire] Gerhard écoute ses conseillers dont les plus influents sont son frère Charles de Waldburg et Adolf de Neuenahr.
Dans l'électorat et à ses frontières, les deux camps font des préparatifs en vue d'une guerre,.

### La conversion et ses conséquences
Le 19 décembre 1582, Gerhard annonce sa conversion, selon lui, des « ténèbres de la papauté vers la Lumière » de la parole de Dieu,. Mais surtout, il refuse d'abandonner l'archevêché, l'électorat (qu'il veut transformer à son profit en principauté héréditaire), et la fonction d'électeur,.

#### L'atteinte au principe de la réservation ecclésiastique
Cette décision a une importance majeure en ce qui concerne l'élection impériale, dont la procédure a été fixée par la Bulle d'or en 1356 : l'empereur est élu par sept princes-électeurs, quatre séculiers (le roi de Bohème, le marquis de Brandebourg, le comte palatin du Rhin et de le duc de Saxe et trois ecclésiastiques (les archevêques de Mayence, de Trèves et de Cologne.
À cette époque de Réforme, la présence de trois électeurs ecclésiastiques (supposés catholiques) assure un avantage au camp catholique, d'autant plus que l'électorat de Bohême est détenu depuis 1526 par la maison de Habsbourg (Ferdinand, puis ses successeurs). Cette situation, que Ferdinand a voulu garantir dans la paix d'Augsbourg par la réservation ecclésiastique, est remise en cause par la décision de Gerhard.

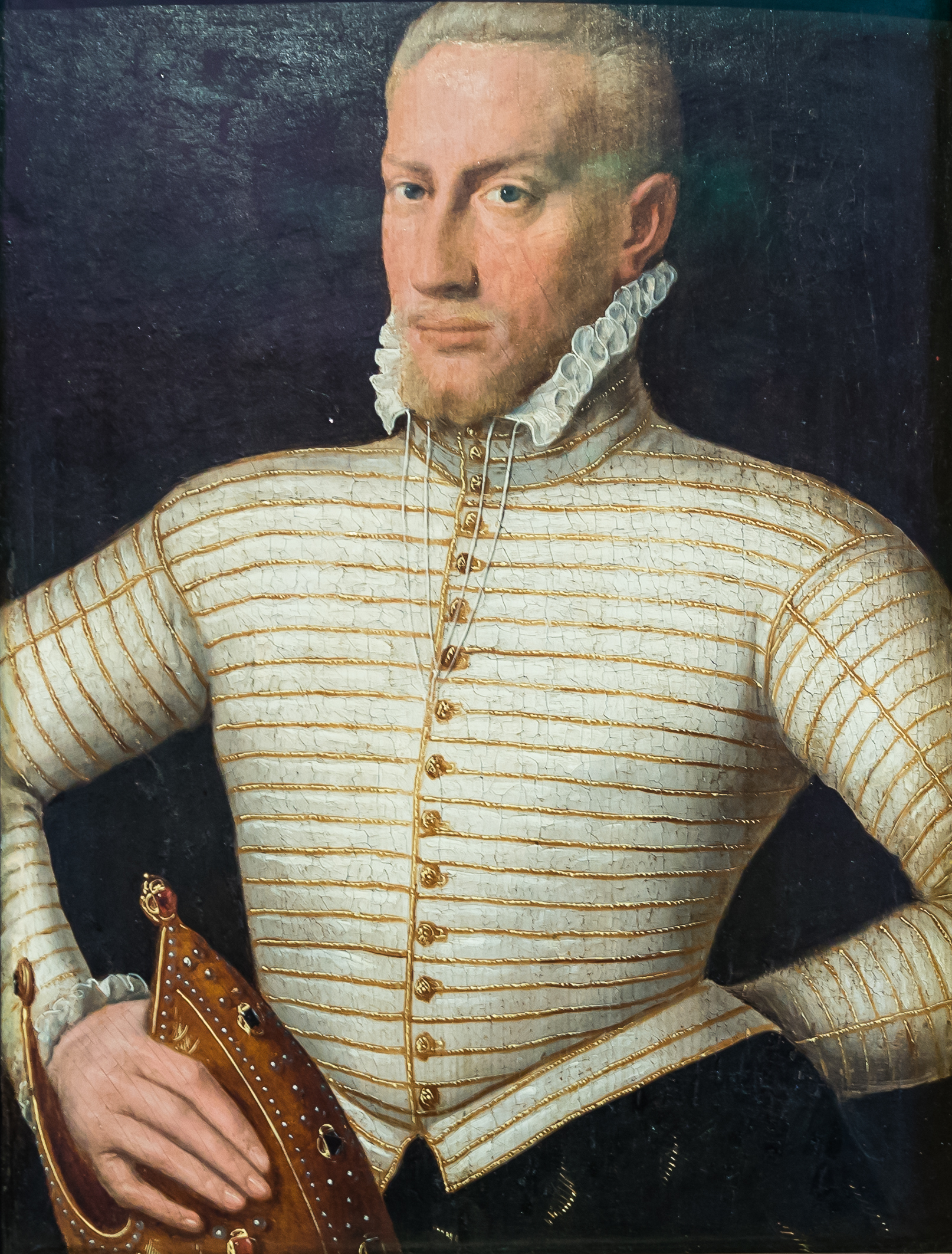
Gerhard Truchsess de Waldbourg, 1579

Le principe de la réservation ecclésiastique a été mis en pratique avant même la paix d'Augsbourg : Hermann de Wied (1477-1552), archevêque de Cologne de 1515 à 1546, d'abord hostile à Luther, s'en rapproche à partir de 1536 et se convertit officiellement en 1542. Charles Quint et le pape réussissent à obtenir sa démission en 1546, malgré le soutien de la ligue de Smalkalde, que Charles Quint est décidé à combattre.

#### Autres conséquences
Sur le plan religieux, Gerhard promeut la Réforme dans son archidiocèse, notamment dans le ville de Cologne, heurtant le conseil municipal catholique et la faction catholique du chapitre. De surcroît, il choisit de suivre non pas le luthéranisme, mais le calvinisme, non reconnu par la paix d'Augsbourg.
Le problème se complique lorsque Gerhard épouse Agnès de Mansfeld le 2 février 1583 (durant la fête de la Chandeleur), à Rosenthal, près de Bonn. Après la cérémonie, le couple se rend à la résidence de l'électeur à Bonn, où doit avoir lieu le banquet de mariage. Au même moment, Frédéric de Saxe-Lauenburg, membre du chapitre, s'empare de la forteresse de Kaiserswerth près de Düsseldorf. Lorsque les citoyens de Cologne apprennent cette nouvelle, ils manifestent publiquement leur satisfaction .
Deux jours après le mariage, Gerhard investit son frère Karl de la fonction de Statthalter) de Bonn.
Il se rend ensuite avec son épouse à Deux-Ponts, puis dans le comté de Dillingen dont le comte doit l'aider à tenir l'électorat avec ses troupes. Adolf von Neuenahr revient dans l'électorat pour préparer sa défense.

#### La déposition de Gerhard par le chapitre
Le pape Grégoire XIII excommunie Gerhard en mars 1583 et le chapitre élit archevêque Ernest de Bavière, candidat malheureux en 1577.
L'élection d'Ernest garantit l'implication de la maison de Wittelsbach dans le conflit à venir.

## La guerre

### Un conflit d'abord local
Même si Gerhard dispose de quelques troupes, il compte sur le soutien des princes luthériens. Malheureusement, comme il s'est converti à une autre branche du protestantisme, certains princes luthériens comme Auguste Ier de Saxe lui refusent tout soutien militaire.
Ses trois principaux soutiens au départ sont : 
- son frère, Karl, époux d'Éléonore de Hohenzollern, maison sur le soutien de laquelle Gerhard peut compter (les Hohenzollern détenant le Brandebourg et la Prusse) ;
- Adolphe de Neuenahr, un allié de longue date, commandant habile dont l'armée contrôle le nord du territoire[48] ;
- Jean Casimir du Palatinat, frère de l'électeur palatin, a fait en sa faveur une démonstration de force dans le sud de l'électorat[49].

Dans les mois suivant la conversion de Gerhard, deux armées opposées saccagent la partie sud de l'électorat. Des villages, des abbayes, des couvents et plusieurs villes sont pillés et incendiés par les troupes des deux camps. Linz am Rhein et Ahrweiler évitèrent la destruction en jurant loyauté à Salentin. Durant l'été 1583, Gerhard et Agnès se réfugient, d'abord à Vest (Vest Recklinghausen, un fief de l'électorat), puis au château d'Arnsberg (duché de Westphalie). Dans ces deux territoires, Gerhard fait appliquer autant de mesures réformées qu'il peut, tandis que ses soldats se livrent aux pillages et à l'iconoclasme.

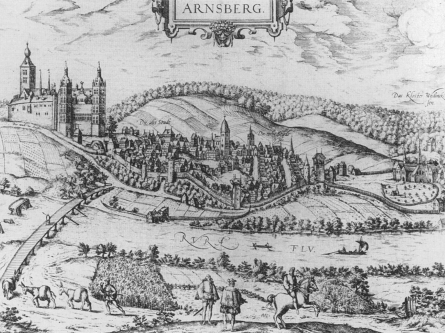
Le château d'Arensberg vers 1588. Gerhard y passa ses premières années d'électeur et finança la fin des reconstructions du château. Lui et Agnès y restèrent jusqu'au début de l'année 1584 avant de fuir à Delft à l'approche de l'armée d'Ernest.

Après quelques affrontements, les combats semblent tourner en faveur de Gerhard, mais en octobre 1583 l'électeur palatin meurt et Jean Casimir, régent pour son neveu âgé de 10 ans, retire ses troupes de l'électorat de Cologne.

### Gerhard en difficultés (octobre 1583-janvier 1584): la chute de Bonn
Afin de pallier la perte de ce soutien, Gerhard cherche celui des Anglais.
En novembre 1583, depuis le château d'Arnsberg, Gerhard écrit à Francis Walsingham, conseiller d'Élisabeth Ire d'Angleterre, responsable des services secrets : « Nos besoins sont pressants et, vous [Walsingham] et les autres conseillers vertueux de la reine, nous croyons que vous pouvez nous aider ; De plus, depuis que Dieu nous a donné une connaissance de Lui-même, nous avons entendu de nos conseillers que vous aimez et servez Dieu ».
Le même jour, Gerhard écrit à l'archevêque de Cantorbéry et à l'évêque de Londres pour défendre sa cause : « Véritablement, l'Antéchrist déplace chaque pierre pour nous opprimer nous et nos églises… ». Deux jours plus tard, il rédigea une longue lettre à la Reine : « Nous prions donc humblement votre Majesté de nous prêter 10 000 angelots (en) et de nous les faire parvenir rapidement pour que nous puissions préserver nos églises de l'invasion de l'ennemi ; car si nous perdons Bonn, elles seraient en extrême danger tandis que si Dieu nous permet de la garder, nous espérons que par Sa grâce, l'Antéchrist et ses agents échoueront dans leurs maudites tentatives contre ceux qui prient le véritable Dieu ».
Mais ces appels restent vains et les adversaires de Gerhard remportent deux succès notables.
Godesberg, une forteresse située près de Bonn, est assiégée à partir du 15 novembre 1583 par les troupes d'Ernest de Bavière. Ne parvenant pas à percer les murs avec leur artillerie, les sapeurs creusent sous les murailles et font sauter les fortifications par-dessous. Les forces de l'archevêque catholique parviennent difficilement à prendre la place. Les assaillants massacrent tous les défenseurs, sauf un capitaine de la garde citoyen de Cologne, le fils d'un important homme politique de la ville, le commandant de la forteresse et son épouse. Les 8 km de route entre Godesberg et Bonn sont tellement encombrés de soldats, qu'ils ressemblent à un camp militaire. Bonn est prise peu après.
Cependant, au même moment, les partisans de Gerhard battent les forces catholiques de Frédéric de Saxe-Lauenbourg à Alost.
Aussi, lorsque les catholiques offrent à Gerhard une indemnité considérable en contrepartie de son abandon de la principauté, il refuse.
De nouvelles négociations entre les électeurs et l'empereur à Francfort-sur-le-Main, puis à Mühlhausen en Westphalie, ayant échoué à régler le litige, le pape obtient du roi d'Espagne l'intervention de plusieurs milliers de soldats espagnols au début de l'année 1584.

### L'exil de Gerhard auxProvinces-Unies
Le pape réunit 55 000 couronnes pour payer les soldats au service d'Ernest de Bavière et 40 000 autres lui sont allouées directement.
Sous le commandement de son frère Guillaume V, duc de Bavière, les troupes d'Ernest progressent en Westphalie et menacent Gerhard et Agnès dans leur forteresse d'Arensberg.
Gerhard et Agnès accompagnés de 1 000 cavaliers s'enfuient dans les provinces insurgées des Pays-Bas, qui ont proclamé leur indépendance en 1581 (acte de La Haye). Ils se réfugient à Delft, où se trouve le quartier général de Guillaume d'Orange, commandant en chef de l'armée des insurgés.
Là, Gerhard lui demande des troupes et de l'argent,, mais Guillaume est assassiné peu après, le 10 juillet 1584, au moment où les troupes d'Alexandre Farnèse, gouverneur général au nom de Philippe II, mettent le siège devant Anvers.
Gerhard se tourne ensuite vers la reine Élisabeth Ire, qui lui répond à la fin de l'année 1585 en lui recommandant de prendre contact avec Robert Dudley, comte de Leicester, envoyé aux insurgés néerlandais avec le titre de lieutenant général. À cette époque, Élisabeth Ire est en conflit avec les partisans de sa cousine Marie Stuart, ancienne reine d'Écosse, qu'elle tient prisonnière depuis 1567, et avec l'Espagne (début d'un conflit anglo-espagnol en 1585).

### La guerre en 1585
Au cours des campagnes de 1585, les troupes de Guillaume V occupent une partie notable de l'électorat de Cologne et de ses environs. Münster, Paderborn, Osnabrück et Minden sont prises. Ernest de Bavière contrôle Bonn et est assuré du soutien de la ville de Cologne.
Une partie importante de la population de l'électorat reste catholique et est assistée par les jésuites, financés par la maison de Wittelsbach.
Cependant, les partisans de Gerhard ne sont pas vaincus de façon claire.
Une partie de la population de l'électorat adhère maintenant à la doctrine calviniste, avec l'assistance des calvinistes de Strasbourg et de Suisse (Genève, Zürich, Berne). Les nobles calvinistes comprennent le danger d'une victoire catholique qui signifierait l'application sévère de la Contre-Réforme. Par ailleurs, la France de Henri III est aussi inquiète d'un renforcement de la présence des Habsbourg autour du royaume.
Les partisans des deux camps commirent chacun des atrocités. Dans la ville de Cologne, la simple rumeur de l'approche de l'armée de Gerhard causa des émeutes et l'assassinat de plusieurs personnes suspectées de sympathie pour la cause protestante.[pas clair]

### Le recours à l'aide étrangère

#### Ernest et Alexandre Farnèse
Dans cette situation, Ernest décide de faire appel à Alexandre Farnèse, qui a pris Anvers en août 1585 après un siège de treize mois. Farnèse est tout à fait disposé à l'aider, car l'électorat constitue une route stratégique pour attaquer les provinces rebelles sur leur frontière orientale. Au contraire, un électorat calviniste pratiquement à la frontière des Provinces-Unies serait très défavorable pour vaincre la rébellion. Déjà en 1581, les forces espagnoles avaient repris Aix-la-Chapelle tombée aux mains des protestants[réf. nécessaire].
De plus, le contrôle de l'électorat de Cologne serait un élément intéressant pour compléter la route reliant les possessions espagnoles du sud de l'Europe aux Pays-Bas, traversant notamment le duché de Savoie (allié) et le comté de Bourgogne (possession de Philippe II).
Au milieu des années 1580, les troupes d'Alexandre Farnèse, encouragées par la maison de Wittelsbach et les catholiques de Cologne établissent des garnisons dans le nord de l'électorat. En 1590, ces garnisons donnèrent à l'Espagne un accès aux provinces du Nord et Philippe II soulagé par son accès militaire et par l'isolement des Hollandais des protestants allemands réorienta son attention vers la France,.[pas clair]

#### Gerhard, Robert Dudley et Martin Schenk
De son côté, Gerhard, à qui le soutien de son frère et d'Adolphe de Neuenahr permet de conserver un contrôle sur son territoire, a besoin d'aide supplémentaire pour repousser les troupes d'Ernest.
Il a demandé de l'aide aux Anglais et aux Néerlandais insurgés ce qui est clairement dans leur intérêt. Tant que les Hollandais retenaient l'armée espagnole dans les Flandres, Philippe II ne pourrait menacer l'Angleterre ou la France. Ses diplomates présentent le sujet comme une question brûlante concernant tous les princes protestants. En novembre 1583, l'un de ses conseillers, Wenceslaus Zuleger, écrit à Francis Walsingham : « Je vous assure que si l'électorat de Cologne n'est pas soutenu, vous verrez que la guerre dans les Pays-Bas s'étendra rapidement à toute l'Allemagne ».
En août 1585, les Provinces-Unies et l'Angleterre signent le traité de Sans-Pareil, peu avant la chute d'Anvers : Elisabeth envoie aux Pays-Bas des troupes sous le commandement de Robert Dudley, qui devient lieutenant général des Provinces-Unies. Les troupes de Dudley se battent bien mais leur rôle reste limité dans la guerre de Cologne car Élisabeth n'a pas accordé de financement pour aider Gerhard.
Du reste, Dudley, qui ne s'entend pas très bien avec les États généraux des Provinces-Unies, subit un grave échec aux Pays-Bas à Zutphen (septembre 1586) et est peu après renvoyé en Angleterre, où il est chargé de la défense contre la menace de l'Armada de 1588.
Un autre intervenant étranger est le Néerlandais Martin Schenk de Nideggen (Maarten Schenk van Nydeggen, 1540-1589), commandant d'une unité de mercenaires, au passé d'ailleurs curieux (au service de l'insurrection jusqu'en 1578, de l'Espagne de 1578 à 1582, prisonnier des Provinces-Unies de 1582 à 1585, puis à leur service à partir de 1585).
C'est un chef talentueux et charismatique, mais les exactions de ses troupes font plus de mal que de bien à la cause de Gerhard.

### Prise de Neuss et de Werl par les partisans de Gerhard (février-mars 1586)

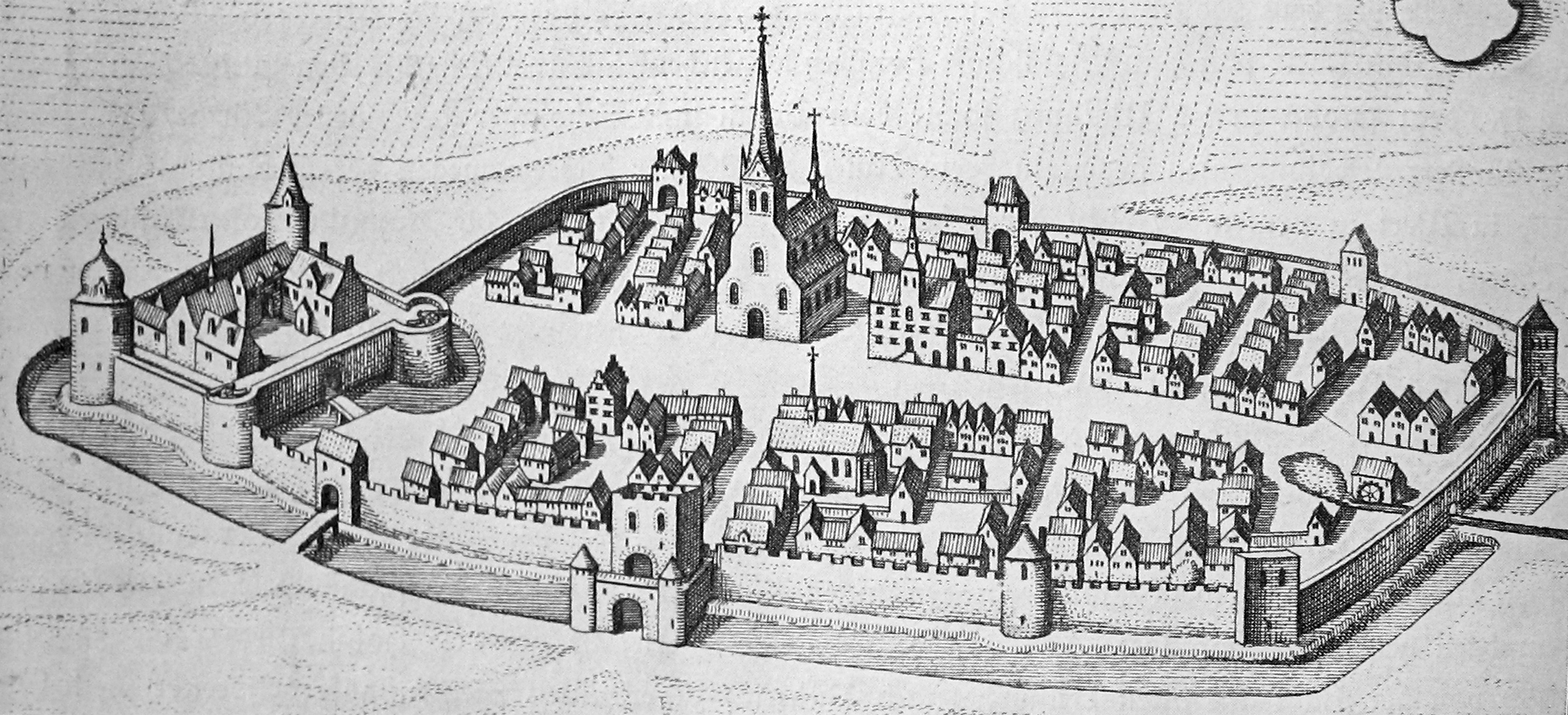
La ville de Werl, dont Cloedt et Schenk s'emparent en utilisant la ruse du cheval de Troie. Gravure de 1650 de Matthäus Merian

En février 1586, Adolf de Neuenahr, qui combat au service de Gerhard, met le siège devant Neuss et persuade la petite garnison d'Ernest de capituler. Il renforce les fortifications et l'approvisionnement de la ville, qui est une place importante, adossée au Rhin qui fournit une défense supplémentaire. Un siècle auparavant, Neuss a résisté pendant près d'un an aux troupes de Charles le Téméraire. Le jeune Friedrich Cloedt est placé à la tête de la garnison de 1 600 hommes, essentiellement des Allemands et des Néerlandais.
À la fin du mois de février 1586, Cloedt et l'officier néerlandais Martin Schenk entrent en Westphalie avec 500 fantassins et 500 cavaliers.
Après avoir pillé Vest Recklinghausen, ils prennent Werl par la ruse, en introduisant dans la ville des soldats cachés dans des chariots de sel, denrée de grande importance économique ; une fois entrés, ces soldats réussissent à surprendre les gardes et à ouvrir les portes aux attaquants. Certains défenseurs se réfugient dans la citadelle.
Une contre-attaque est menée par Claude de Berlaymont (1550-1587) avec 4 000 soldats qui viennent assiéger Werl. Pris entre les troupes de Berlaymont et la citadelle, Schenk et Cloedt tentent une sortie le 3 mars, mais ne parviennent pas à percer les lignes ennemies. Certains de leurs soldats, n'ayant pas pu revenir en ville, pillent les villages voisins dont 250 habitants sont tués.
Le 8 mars, Schenk et Cloedt remplissent leurs chariots de butin, emmenant trente magistrats en otage, et attaquent Berlaymont. Ils parviennent à s'échapper moyennant la perte de 200 hommes ; les otages sont ensuite relâchés après paiement d'une forte rançon.
Schenk se replie à Venlo tandis que Cloedt rentre à Neuss.

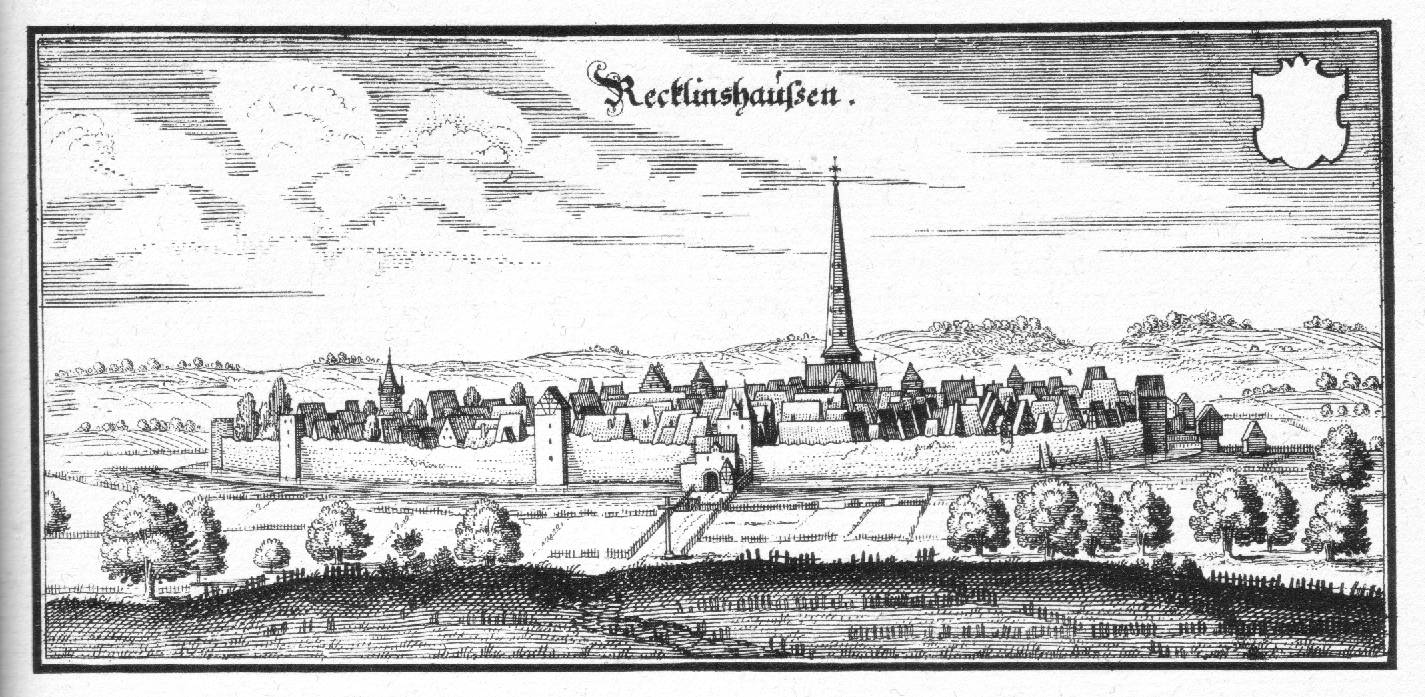
Martin Schenk et Friedrich Cloedt pillent Recklinghausen à la fin du printemps 1586. Gravure de 1647.

### La guerre de Cologne et la guerre aux Pays-Bas
En quelque sorte, les difficultés qu'avaient Gerhard et Ernest à gagner la guerre étaient similaires à celles que rencontraient les Espagnols dans leur lutte contre les insurgés néerlandais. La durée de la guerre entre les Hollandais et les Espagnols, 80 ans d'âpres luttes entrecoupées de pauses durant lesquelles les belligérants recouvraient leurs forces, était liée au type de guerre menée. Les adversaires vivaient dans des villes fortifiées défendues par des bastions à l'italienne ce qui signifiait que les villes devaient être prises, fortifiées et entretenues.
Pour Gerhard et Ernest, de même que pour les commandants espagnols dans les Pays-Bas voisins, gagner la guerre signifiait non seulement mobiliser suffisamment d'hommes pour encercler un grand nombre de forteresses, mais également entretenir les garnisons chargées de défendre les possessions acquises.
La guerre de Cologne était donc une guerre de siège avec très peu de batailles rangées comme cela avait été le cas les siècles précédents. Ce nouveau type de conflit nécessitait des hommes pour faire fonctionner la machine de guerre, une économie solide pour payer les soldats et financer les dépenses militaires ainsi qu'une organisation politique et militaire pour organiser l'ensemble. Les Espagnols devaient, en plus de ces difficultés, prendre en compte le problème de la distance et à cet égard une intervention dans l'électorat permettrait d'améliorer leur situation.

### Le siège et la prise de Neuss par Alexandre Farnèse (juillet 1586)
En juillet 1586, Alexandre Farnèse encercle la ville à la tête de l'armée des Flandres. C'est la principale intervention de l'armée espagnole des Pays-Bas dans la guerre de Cologne. Le cousin d'Agnès, Charles de Mansfeld et ses troupes servent dans l'armée espagnole assiégeant Neuss.
Farnèse dispose, en plus des 2 000 hommes de Mansfeld, de 6 000 fantassins de tercio, de 2 000 cavaliers italiens, allemands et espagnols et d'environ 45 canons qu'il dispose dans des redoutes de l'autre côté du Rhin et sur les hauteurs au-dessus de la ville.
Comme le veulent les règles de la guerre à l'époque, Farnèse propose aux défenseurs de capituler avant de lancer un bombardement d'artillerie; mais Cloedt refuse. Le lendemain étant le 25 juillet, jour de la Saint-Jacques, saint patron des Espagnols, le bombardement est repoussé. Des rumeurs mensongères circulent dans le camp espagnol, rapportant que les protestants ont brûlé vifs deux soldats espagnols pendant ce jour saint, accroît l'enthousiasme des soldats pour la bataille à venir.

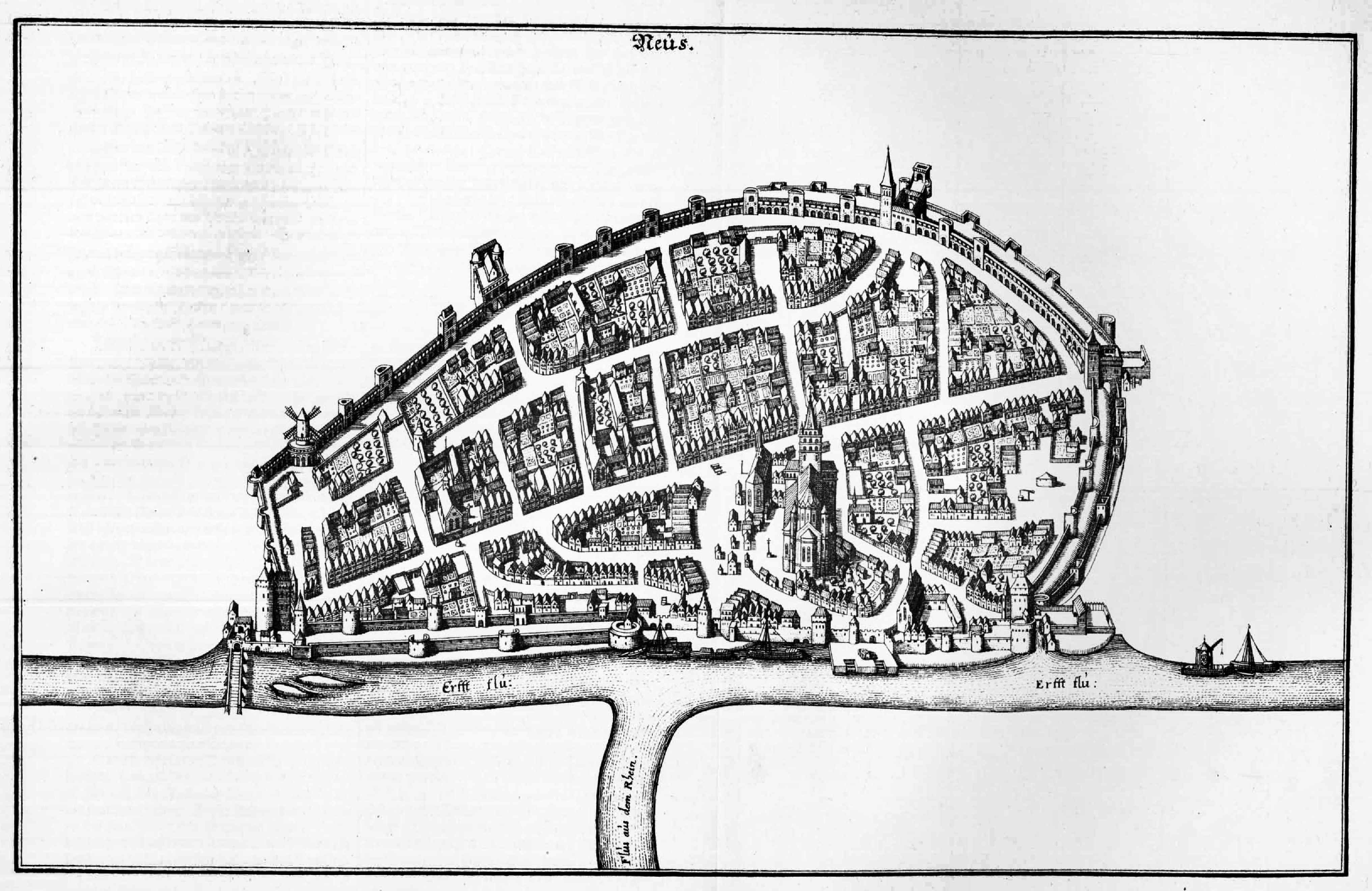
Gravure de la ville de Neuss réalisée en 1646.

Le 26 juillet, l'artillerie espagnole pilonne les murs de Neuss durant trente heures avec des boulets métalliques de 20 kg : au total, les canons tirent plus de 2 700 coups. Huit assauts sont repoussés par les 1 600 hommes de Cloedt, mais le neuvième parvient à percer la muraille. Les Espagnols et les Italiens entrent dans la ville de deux côtés et réussissent à faire leur jonction au centre.
Cloedt, gravement blessé (une jambe arrachée et plusieurs autres blessures graves), est soigné par sa femme et sa sœur dans l'abbaye de la ville lorsque les troupes de Farnèse le découvrent. Ernest obtient son exécution immédiate, alors que Farnèse souhaitait lui accorder la vie sauve. Le mourant est pendu à une fenêtre avec d'autres officiers de la garnison.
Farnèse ne fait rien pour retenir ses soldats. Les soldats italiens et espagnols massacrent le reste de la garnison, y compris les hommes qui se sont rendus. Ils commencent ensuite le pillage. Les civils réfugiés dans les églises furent ignorés mais lorsqu'un incendie éclata, ils furent obligés de sortir dans les rues avec les soldats. Farnèse rapporta à Philippe II que 4 000 corps reposaient dans les douves.[pas clair] Les observateurs anglais confirmèrent ce rapport et avancèrent que seuls huit bâtiments restaient encore debout.
Cette intervention des troupes espagnoles modifie l'équilibre des forces en faveur d'Ernest.

### Fin de la guerre (1587-1589)
En 1587, elles assiègent et prennent les villes fortifiées du sud de l'électorat, ainsi que Bonn, Godesberg et Linz am Rhein et de nombreux villages,.
Les soldats des deux camps maraudent et pillent les campagnes à la recherche de butin ou de notables à rançonner.
Le 12 novembre 1587, un des informateurs de Walsingham écrit, « les soldats de Vartendonc [Martin Schenk] font des raids quotidiens et causent de très grands torts partout où ils passent ».
Au début de l'année 1588, les partisans de Gerhard reprennent une nouvelle fois Bonn et un des observateurs de Walsingham dans le Palatinat rapporte que le prince de Thurn et Taxis a été exécuté en dehors de la ville avec 300 soldats espagnols.
Malgré cela, au printemps 1588, Gerhard est à court de ressources. Après la destruction de Neuss et la perte de la plus grande partie du sud de l'électorat, il ne contrôle plus que Rheinberg et ses environs. Il a épuisé ses possibilités diplomatiques, financières et militaires. Ses problèmes de santé l'empêchent de monter à cheval et limitent sa capacité à voyager.
Il décide alors d'abandonner ses revendications sur l'électorat à Neuenahr et à Schenk et se retire à Strasbourg, dont il devient évêque jusqu'à sa mort en 1601.
Schenk et Neuenahr continuent de combattre pour lui, mais le premier est tué aux Pays-Bas lors d'une attaque contre Nimègue en août 1589 ; le second périt lors de l'explosion d'un canon en octobre 1589. Sans eux, Rheinberg, le dernier bastion de Gerhard dans l'électorat tombe en 1589.

## Suites

### Les Wittelsbach à la tête de l'électorat de Cologne (1589-1761)
Après le retrait de Gerhard, Ernest assume entièrement la charge d'archevêque-électeur de Cologne (il est aussi évêque de Münster, d'Hildeshaim, de Freising, de Liège.
À la fin de sa vie, un nonce apostolique assura la gestion administrative de l'archidiocèse tandis qu'un neveu d'Ernest, Ferdinand de Bavière, est élu au chapitre. À sa mort en 1612, le chapitre nomme Ferdinand à sa place.
La maison de Wittelsbach conserve cet électorat jusqu'en 1761,, ce qui renforce sa position dans les affaires de l'Empire,, alors qu'elle détient déjà l'électorat de Bavière.

### Le renforcement de la Contre-Réforme en Rhénanie
Ce succès du camp catholique consolide la Contre-Réforme dans le nord-ouest du Saint Empire, en particulier dans les évêchés de Münster, de Paderborn, d'Osnabrück et de Minden qui jouxtent des territoires protestants.
Les jésuites identifient les protestants récalcitrants et les convertissent au catholicisme. La Contre-Réforme fut complètement appliquée au sud de la Rhénanie pour essayer de ramener tous les protestants, qu'ils soient calvinistes ou luthériens, au catholicisme.
En contrepartie de la participation d'Alexandre Farnèse à reconquête de l'électorat, le roi d'Espagne obtient d'importants points de passage sur le Rhin et sécurisent une route terrestre jusque dans les provinces rebelles au nord.

### Une précédent pour les ingérences étrangères dans l'Empire
La tradition de décentralisation féodale du Saint Empire (qui est formé par plusieurs centaines d'États vassaux de l'empereur, certains minuscules) est à l'opposé de la politique de renforcement de l'autorité centrale dans les royaumes de France, d'Angleterre et d'Espagne.
Cette situation a permis les interventions de soldats de toutes origines (souvent des mercenaires) dans les disputes religieuses et dynastiques, encouragées par l'argent du pape. Les puissances européennes se rendent alors compte qu'elles peuvent renforcer leurs positions en s'ingérant dans les oppositions entre princes allemands, comme cela fut le cas entre Gerhard et Ernest.
À l'inverse, les princes allemands comprirent qu'ils pourraient prendre l'ascendant sur leurs adversaires en défendant les intérêts de leurs puissants voisins.
L'ampleur de l'engagement d'armées étrangères comme celle de l'armée des Flandres espagnole marqua un précédent dans l'internationalisation des conflits religieux et politiques au sein de l'Empire, qui va prendre une importance considérable au cours de la guerre de Trente Ans (1618-1648), jusqu'aux traités de Westphalie en 1648.

### Ouvrages anciens
- (en) Ernest Alfred Benians, The Cambridge Modern History, New York, MacMillan, 1905
- (en) Charles Maurice Davies, The History of Holland and the Dutch Nation, Londres, G. Willis, 1851
- (en) Walter Goetz, « Gebhard II and the Counter Reformation in the Lower Rhinelands », dans Johann Jakob Herzog, Schaff Herzog Encyclopedia of Religious Knowledge, vol. 4, New York, Funk and Wagnalls, 1909, p. 439-441
- (en) Samuel Macauley Jackson, « Communal Life », dans Johann Jakob Herzog, Schaff Herzog Encyclopedia of Religious Knowledge, vol. 3, New York, Funk and Wagnalls, 1909, p. 7-8
- (en) Joseph Lins, « Cologne », dans The Catholic Encyclopedia, New York, Robert Appleton Company, 1908 (lire en ligne)

- (de) Leonhard Ennen, Geschichte der Stadt Köln, Düsseldorf, Schwann'schen, 1880
- (de) Johann Heinrich Hennes, Der Kampf um das Erzstift Köln zur Zeit der Kurfürsten, Cologne, M. DuMont Schauberg, 1878
- (de) Max Lossen (de), « Gebhard, Truchseß von Waldburg », dans Allgemeine Deutsche Biographie (ADB), vol. 8, Leipzig, Duncker & Humblot, 1878, p. 457-470
- (de) Max Lossen (de), « Salentin », dans Allgemeine Deutsche Biographie (ADB), vol. 30, Leipzig, Duncker & Humblot, 1890, p. 216-224

### Ouvrages récents
- (en) Theodor V. Brodek, « Socio-Political Realities of the Holy Roman Empire », Journal of Interdisciplinary History, no 1,‎ 1971, p. 395-405
- (en) Hajo Holborn, A History of Modern Germany, The Reformation, Princeton, Princeton University Press, 1959 (réimpr. 1982), 416 p. (ISBN 978-0-691-00795-3, lire en ligne)
- (en) Geoffrey Parker, The Thirty Years Wars, 1618-1648, New York, Routledge, 1997, 316 p. (ISBN 978-0-415-12883-4, lire en ligne)
- (en) Geoffrey Parker, The Army of Flanders and the Spanish Road, 1567-1659, Cambridge, Cambridge University Press, 2004, 291 p. (ISBN 978-0-521-54392-7, lire en ligne)
- (en) N. M. Sutherland, « Origins of the Thirty Years' War and the Structure of European Politics », The English Historical Review, no 107,‎ 1992, p. 587-625
- (en) Theodore Gerhardt Tappert, The Book of Concord : the confessions of the Evangelical Lutheran Church, Minneapolis, Minnesota, Augsburg Fortress Press, 1959 (ISBN 978-0-8006-0825-5)
- (en) Richard Bruce Wernham, The New Cambridge Modern History : The Counter Reformation and Price Revolution 1559–1610, vol. 3, Cambridge, Cambridge University Press, 1971, p. 338-345

- (de) Winifred Dotzauer, Die Deutschen Reichskreise, 1377-1803, Stuttgart, Steiner, 1998, 687 p. (ISBN 3-515-07146-6, lire en ligne)
- (de) Hubert Jedin, Konciliengeschichte, Fribourg, Herder, 1980 (ISBN 978-0-8164-0449-0)